# Anna święta i nabożna
Anna święta i nabożna – polska średniowieczna pieśń, przypisywana Mikołajowi z Sokolnik.
Tekst pieśni zapisany był na wyklejce tylnej okładki inkunabułu z 1488, zniszczonego podczas II wojny światowej. Utwór ma formę abecedariusza, złożonego z 24 strof (21 zaczynających się od liter A-X i 3 dopisane później), napisanych nieregularnym ośmiozgłoskowcem. Strofy składają się z 4 wersów, rymowane są parzyście AABB. Utwór powstał pod koniec XV lub na początku XVI wieku. Przeznaczony był na święto narodzenia Najświętszej Maryi Panny.
Utwór zaczyna się od inwokacji do św. Anny, matki Maryi (strofy A i B). Dalej następuje pochwała Maryi zapowiadanej przez proroków (strofy C-R). Od strofy S wracają prośby kierowane do św. Anny. W ostatnich strofach, wyłamujących się z konwencji abecedariusza, znajduje się m.in. prośba o wstawiennictwo u Chrystusa i zachęta do wspólnej modlitwy.
Pieśń przypomina utwór Anna, niewiasta niepłodna Władysława z Gielniowa, który mógł stanowić inspirację dla autora. Odtwarza jednak dokładniej apokryficzną historię o niepłodności św. Anny i cudownego poczęcia Maryi. Pieśń Anna święta i nabożna cieszyła się większą popularnością niż utwór Władysława.